# Den svenska psalmboken
Den svenska psalmboken är namn på Svenska kyrkans psalmbok.
Förutom den halvofficiella Uppsalapsalmboken från 1645 har Sverige haft fyra officiella psalmböcker genom tiderna:
- 1695 års psalmbok (1–413)
- 1819 års psalmbok (1–500) med tillägget
  - Nya psalmer 1921 (501–673)
- 1937 års psalmbok (1–612) med tilläggen
  - Ekvivalenta psalmnummer Jämförelse med numren i 1819 års psalmbok jämte tillägget av år 1921
  - Psalmer och visor 76 (613–750)
  - Psalmer och visor 82 (751–906)
- 1986 års psalmbok (1–700) med tilläggen
  - EFS tillägg från 1986 (701–800) (tidigare använt tillägg)
  - Psalmer i 90-talet (801–921) (tidigare använt tillägg)
  - Verbums psalmbokstillägg från 2003 (701–800)
  - Psalmer i 2000-talet (801–916)

1986 års psalmbok finns i finsk översättning från 2003: Ruotsin kirkon virsikirja, för användning inom Svenska kyrkan. Till skillnad från förlagan är psalmerna 701–749 hämtade från den finska psalmboken för evangelisk-lutherska kyrkan i Finland.
Den första finskspråkiga psalmboken utkom möjligen år 1583, en andra möjligen 1605. En finsk psalmbok med 1695 års psalmbok som förebild utgavs 1701, den så kallade Gamla psalmboken (i titeln kallad ny). Den användes till 1888, då Finland fick egna psalmböcker. I vissa kretsar används den ännu på 2000-talet.
Under kyrkomötet 2016 bestämde Svenska kyrkan att en ny reviderad och utökad upplaga skulle tas fram. Förslag på nya psalmer har inhämtats och psalmboken väntas vara klart omkring 2030. Det råder dock ännu (2024) viss oklarhet huruvida den kommande psalmboken är ny eller reviderad.